# Goniomma baeticum
Goniomma baeticum är en myrart som beskrevs av Reyes, Espadaler och Juan Manuel Rodriguez 1987. Goniomma baeticum ingår i släktet Goniomma och familjen myror. Inga underarter finns listade i Catalogue of Life.